# Ballspielverein Borussia 09 Dortmund 2023-2024
Questa pagina raccoglie i dati riguardanti il Ballspielverein Borussia 09 Dortmund nelle competizioni ufficiali della stagione 2023-2024.

## Maglie e sponsor
| Casa | Trasferta | Terza Divisa |

## Rosa[1]
Rosa aggiornata al 7 settembre 2023
| N. |                           | Ruolo | Calciatore                   |
| -- | ------------------------- | ----- | ---------------------------- |
| 1  | Svizzera (bandiera)       | P     | Gregor Kobel (vice capitano) |
| 2  | Spagna (bandiera)         | D     | Mateu Morey                  |
| 4  | Germania (bandiera)       | D     | Nico Schlotterbeck           |
| 5  | Algeria (bandiera)        | D     | Ramy Bensebaini              |
| 6  | Germania (bandiera)       | C     | Salih Özcan                  |
| 7  | Stati Uniti (bandiera)    | C     | Giovanni Reyna               |
| 8  | Germania (bandiera)       | C     | Felix Nmecha                 |
| 9  | Costa d'Avorio (bandiera) | A     | Sébastien Haller             |
| 10 | Belgio (bandiera)         | C     | Thorgan Hazard               |
| 10 | Inghilterra (bandiera)    | A     | Jadon Sancho                 |
| 11 | Germania (bandiera)       | A     | Marco Reus                   |
| 14 | Germania (bandiera)       | A     | Niclas Füllkrug              |
| 15 | Germania (bandiera)       | D     | Mats Hummels                 |
| 16 | Belgio (bandiera)         | A     | Julien Duranville            |
| 17 | Germania (bandiera)       | C     | Marius Wolf                  |
| 18 | Germania (bandiera)       | A     | Youssoufa Moukoko            |
| 19 | Germania (bandiera)       | C     | Julian Brandt                |

| N. |                        | Ruolo | Calciatore            |
| -- | ---------------------- | ----- | --------------------- |
| 20 | Austria (bandiera)     | C     | Marcel Sabitzer       |
| 21 | Paesi Bassi (bandiera) | A     | Donyell Malen         |
| 22 | Paesi Bassi (bandiera) | D     | Ian Maatsen           |
| 23 | Germania (bandiera)    | C     | Emre Can (capitano)   |
| 24 | Belgio (bandiera)      | C     | Thomas Meunier        |
| 25 | Germania (bandiera)    | D     | Niklas Süle           |
| 26 | Norvegia (bandiera)    | D     | Julian Ryerson        |
| 27 | Germania (bandiera)    | A     | Karim Adeyemi         |
| 30 | Germania (bandiera)    | C     | Ole Pohlmann          |
| 32 | Mali (bandiera)        | C     | Abdoulaye Kamara      |
| 33 | Germania (bandiera)    | P     | Alexander Meyer       |
| 35 | Polonia (bandiera)     | P     | Marcel Lotka          |
| 38 | Germania (bandiera)    | C     | Kjell Wajten          |
| 42 | Germania (bandiera)    | D     | Hendry Blank          |
| 43 | Inghilterra (bandiera) | A     | Jamie Bynoe-Gittens   |
| 47 | Grecia (bandiera)      | D     | Antonios Papadopoulos |
| 48 | Germania (bandiera)    | A     | Samuel Bamba          |

## Calciomercato

### Sessione estiva
| Acquisti         | Acquisti         | Acquisti              | Acquisti                  |
| R.               | Nome             | da                    | Modalità                  |
| ---------------- | ---------------- | --------------------- | ------------------------- |
| C                | Felix Nmecha     | Wolfsburg             | definitivo (30 milioni €) |
| C                | Marcel Sabitzer  | Bayern Monaco         | definitivo (19 milioni €) |
| A                | Nicklas Füllkrug | Werder Brema          | definitivo (13 milioni €) |
| D                | Ramy Bensebaini  | Borussia M'gladbach   | gratuito                  |
| Altre operazioni |                  |                       |                           |
| R.               | Nome             | da                    | Modalità                  |
| A                | Ansgar Knauff    | Eintracht Francoforte | fine prestito             |
| A                | Thorgan Hazard   | PSV                   | fine prestito             |

| Cessioni | Cessioni           | Cessioni              | Cessioni                   |
| R.       | Nome               | da                    | Modalità                   |
| -------- | ------------------ | --------------------- | -------------------------- |
| C        | Jude Bellingham    | Real Madrid           | definitivo (103 milioni €) |
| A        | Ansgar Knauff      | Eintracht Francoforte | definitivo (5 milioni €)   |
| C        | Thorgan Hazard     | Anderlecht            | definitivo (4 milioni €)   |
| D        | Tom Rothe          | Holstein Kiel         | prestito (350 mila €)      |
| D        | Soumaïla Coulibaly | Anversa               | prestito                   |
| D        | Raphaël Guerreiro  | Bayern Monaco         | gratuito                   |
| C        | Mahmoud Dahoud     | Brighton              | gratuito                   |
| D        | Felix Passlack     | Bochum                | gratuito                   |
| P        | Luca Unbehaun      | Verl                  | gratuito                   |
| D        | Nico Schulz        |                       | svincolato                 |
| A        | Anthony Modeste    |                       | svincolato                 |

### Sessione invernale
| Acquisti         | Acquisti     | Acquisti       | Acquisti               |
| R.               | Nome         | da             | Modalità               |
| ---------------- | ------------ | -------------- | ---------------------- |
| A                | Jadon Sancho | Manchester Utd | prestito (3 milioni €) |
| D                | Ian Maatsen  | Chelsea        | prestito               |
| Altre operazioni |              |                |                        |
| R.               | Nome         | da             | Modalità               |

| Cessioni         | Cessioni       | Cessioni          | Cessioni                 |
| R.               | Nome           | da                | Modalità                 |
| ---------------- | -------------- | ----------------- | ------------------------ |
| C                | Giovanni Reyna | Nottingham Forest | prestito (1 milione €)   |
| D                | Thomas Meunier | Trabzonspor       | gratuito                 |
| Altre operazioni |                |                   |                          |
| R.               | Nome           | da                | Modalità                 |
| D                | Hendry Blank   | Salisburgo        | definitivo (4 milioni €) |

## Risultati

### Bundesliga

#### Girone di andata
| Arbitro: | Aytekin (Oberasbach) |

|           |           |  |
| Malen 88’ | Marcatori |  |

| Arbitro: | Schröder (Hannover) |

|            |           |           |
| Stöger 13’ | Marcatori | 56’ Malen |

| Arbitro: | Reichel |

|                          |           |                                   |
| Brandt 7’ Can 15’ (rig.) | Marcatori | 61’ Dinkçi 82’ (rig.) Kleindienst |

| Arbitro: | Tobias Stieler (Amburgo) |

|                          |           |                                       |
| Höler 45+2’ Höfler 45+6’ | Marcatori | 11’, 88’ Hummels 60’ Malen 90+2’ Reus |

| Arbitro: | Sven Jablonski (Brema) |

|          |           |  |
| Reus 68’ | Marcatori |  |

| Arbitro: | Florian Badstübner (Norimberga) |

|                     |           |                                       |
| Kramarić 25’ (rig.) | Marcatori | 18’ Füllkrug 45+3’ Reus 90+5’ Ryerson |

| Arbitro: | Patrick Ittrich (Amburgo) |

|                                                      |           |                              |
| Füllkrug 7’ Schlotterbeck 49’ Brandt 54’ Ryerson 71’ | Marcatori | 9’ Gosens 31’ (rig.) Bonucci |

| Arbitro: | Felix Brych (Monaco di Baviera) |

|            |           |  |
| Brandt 67’ | Marcatori |  |

| Arbitro: | Schröder (Hannover) |

|                                    |           |                                       |
| Marmoush 8’ (rig.), 24’ Chaïbi 68’ | Marcatori | 45+1’ Sabitzer 54’ Moukoko 82’ Brandt |

| Arbitro: | Aytekin (Oberasbach) |

|  |           |                                  |
|  | Marcatori | 4’ Upamecano 9’, 72’, 90+3’ Kane |

| Arbitro: | Stieler (Amburgo) |

|                               |           |              |
| Undav 42’ Guirassy 83’ (rig.) | Marcatori | 36’ Füllkrug |

| Arbitro: | Jablonski (Brema) |

|                                                         |           |                    |
| Sabitzer 30’ Füllkrug 32’ Bynoe-Gittens 45’ Malen 90+7’ | Marcatori | 13’ Reitz 28’ Koné |

| Arbitro: | Siebert (Berlino) |

|              |           |            |
| Boniface 79’ | Marcatori | 5’ Ryerson |

| Arbitro: | Jablonski |

|                           |           |                                                        |
| Süle 45+6’ Füllkrug 90+3’ | Marcatori | 32’ (aut.) Bensebaini 54’ Baumgartner 90+1’ Y. Poulsen |

| Arbitro: | Jöllenbeck (Friburgo in Brisgovia) |

|               |           |           |
| Demirović 23’ | Marcatori | 35’ Malen |

| Arbitro: | Fritz (Korb) |

|            |           |                  |
| Brandt 29’ | Marcatori | 43’ Van den Berg |

| Arbitro: | Aytekin (Oberasbach) |

|  |           |                                   |
|  | Marcatori | 24’ Brandt 77’ Reus 90+2’ Moukoko |

#### Girone di ritorno
| Arbitro: | Schlager (Hügelsheim) |

|  |           |                                                  |
|  | Marcatori | 12’, 61’ Malen 58’ (rig.) Füllkrug 90+2’ Moukoko |

| Arbitro: | Brand (Unterspiesheim) |

|                                       |           |                             |
| Füllkrug 7’ (rig.), 72’, 90+1’ (rig.) | Marcatori | 45’ (aut.) N. Schlotterbeck |

| Heidenheim 2 febbraio 2024, ore 20:30 CET 20ª giornata | Heidenheim        | 0 – 0 referto | Borussia Dortmund | Voith-Arena (15 000 spett.)\| Arbitro: \| Dankert (Rostock) \| |
| Arbitro:                                               | Dankert (Rostock) |               |                   |                                                                |

| Arbitro: | Osmers (Hannover) |

|                               |           |  |
| Malen 16’, 45+7’ Füllkrug 87’ | Marcatori |  |

| Arbitro: | Petersen (Stoccarda) |

|              |           |             |
| Gerhardt 63’ | Marcatori | 8’ Füllkrug |

| Arbitro: | Fritz (Korb) |

|                                |           |                         |
| Malen 21’ N. Schlotterbeck 25’ | Marcatori | 2’ Bebou 61’, 65’ Beier |

| Arbitro: | Dingert (Lebecksmühle) |

|  |           |                         |
|  | Marcatori | 41’ Adeyemi 90’ Maatsen |

| Arbitro: | Aytekin (Oberasbach) |

|             |           |                      |
| Njinmah 70’ | Marcatori | 21’ Malen 38’ Sancho |

| Arbitro: | Stieler (Amburgo) |

|                                          |           |           |
| Adeyemi 33’ Hummels 81’ Can 90+3’ (rig.) | Marcatori | 13’ Götze |

| Arbitro: | Osmers (Hannover) |

|  |           |                         |
|  | Marcatori | 10’ Adeyemi 83’ Ryerson |

| Arbitro: | Jöllenbeck (Friburgo in Brisgovia) |

|  |           |              |
|  | Marcatori | 64’ Guirassy |

| Arbitro: | Badstübner (Norimberga) |

|           |           |                          |
| Wöber 36’ | Marcatori | 22’, 28’ (rig.) Sabitzer |

| Arbitro: | Siebert (Berlino) |

|              |           |                |
| Füllkrug 81’ | Marcatori | 90+7’ Stanišić |

| Arbitro: | Aytekin (Oberasbach) |

|                                                    |           |            |
| Openda 23’ Šeško 45+2’ Simakan 46’ Baumgartner 80’ | Marcatori | 20’ Sancho |

| Arbitro: | Schröder (Hannover) |

|                                                  |           |               |
| Moukoko 4’, 29’ Malen 20’ Reus 34’ F. Nmecha 64’ | Marcatori | 32’ R. Vargas |

| Arbitro: | Stieler (Amburgo) |

|                           |           |  |
| Barreiro 12’ Lee 19’, 23’ | Marcatori |  |

| Arbitro: | Siebert (Berlino) |

|                                           |           |  |
| Maatsen 30’ Reus 38’ Brandt 72’ Malen 88’ | Marcatori |  |

### DFB-Pokal
| Arbitro: | Brand (Unterspiesheim) |

|          |           |                                                               |
| Gans 34’ | Marcatori | 22’, 35’ Haller 24’ Brandt 57’ Sabitzer 79’ Malen 85’ Moukoko |

| Arbitro: | Osmers (Hannover) |

|          |           |  |
| Reus 43’ | Marcatori |  |

| Arbitro: | Brand (Unterspiesheim) |

|                        |           |  |
| Guirassy 55’ Silas 77’ | Marcatori |  |

### UEFA Champions League

#### Fase a gironi
| Arbitro: | Gil Manzano |

|                              |           |  |
| Mbappé 49’ (rig.) Hakimi 58’ | Marcatori |  |

| Dortmund 4 ottobre 2023, ore 21:00 CEST 2ª giornata | Borussia Dortmund | 0 – 0 referto | Milan | Signal Iduna Park (81 365 spett.)\| Arbitro: \| Marciniak \| |
| Arbitro:                                            | Marciniak         |               |       |                                                              |

| Arbitro: | Soares Dias |

|  |           |            |
|  | Marcatori | 45’ Nmecha |

| Arbitro: | Hernández Hernández |

|                         |           |  |
| Füllkrug 26’ Brandt 79’ | Marcatori |  |

| Arbitro: | Kovács |

|               |           |                                               |
| Chukwueze 37’ | Marcatori | 10’ (rig.) Reus 59’ Bynoe-Gittens 69’ Adeyemi |

| Arbitro: | Nyberg |

|             |           |                 |
| Adeyemi 51’ | Marcatori | 56’ Zaïre-Emery |

#### Fase a eliminazione diretta
| Arbitro: | Jovanović |

|                       |           |           |
| L. de Jong 56’ (rig.) | Marcatori | 24’ Malen |

| Arbitro: | Orsato |

|                      |           |  |
| Sancho 3’ Reus 90+5’ | Marcatori |  |

| Arbitro: | Guida |

|                     |           |            |
| De Paul 4’ Lino 32’ | Marcatori | 81’ Haller |

| Arbitro: | Vinčić |

|                                                  |           |                               |
| Brandt 34’ Maatsen 39’ Füllkrug 71’ Sabitzer 74’ | Marcatori | 49’ (aut.) Hummels 64’ Correa |

| Arbitro: | Taylor |

|              |           |  |
| Füllkrug 36’ | Marcatori |  |

| Arbitro: | Orsato |

|  |           |             |
|  | Marcatori | 50’ Hummels |

##### Finale
| Arbitro: | Vinčić |

|  |           |                           |
|  | Marcatori | 74’ Carvajal 83’ Vinícius |

## Statistiche finali

### Statistiche di squadra
| Competizione      | Punti | In casa | In casa | In casa | In casa | In casa | In casa | In trasferta | In trasferta | In trasferta | In trasferta | In trasferta | In trasferta | In campo neutro | In campo neutro | In campo neutro | In campo neutro | In campo neutro | In campo neutro | Totale | Totale | Totale | Totale | Totale | Totale | DR  |
| Competizione      | Punti | G       | V       | N       | P       | Gf      | Gs      | G            | V            | N            | P            | Gf           | Gs           | G               | V               | N               | P               | Gf              | Gs              | G      | V      | N      | P      | Gf     | Gs     | DR  |
| ----------------- | ----- | ------- | ------- | ------- | ------- | ------- | ------- | ------------ | ------------ | ------------ | ------------ | ------------ | ------------ | --------------- | --------------- | --------------- | --------------- | --------------- | --------------- | ------ | ------ | ------ | ------ | ------ | ------ | --- |
| Bundesliga        | 63    | 17      | 10      | 3       | 4       | 37      | 22      | 17           | 8            | 6            | 3            | 31           | 21           | -               | -               | -               | -               | -               | -               | 34     | 18     | 9      | 7      | 68     | 43     | +25 |
| Coppa di Germania | -     | 1       | 1       | 0       | 0       | 1       | 0       | 2            | 1            | 0            | 1            | 6            | 3            | -               | -               | -               | -               | -               | -               | 3      | 2      | 0      | 1      | 7      | 3      | +4  |
| Champions League  | 11    | 6       | 4       | 2       | 0       | 10      | 3       | 6            | 3            | 1            | 2            | 7            | 6            | 1               | 0               | 0               | 1               | 0               | 2               | 13     | 7      | 3      | 3      | 17     | 11     | +6  |
| Totale            |       | 24      | 15      | 5       | 4       | 48      | 25      | 25           | 12           | 7            | 6            | 44           | 28           | 1               | 0               | 0               | 1               | 0               | 2               | 49     | 27     | 12     | 11     | 92     | 57     | +35 |

### Andamento in campionato
| Giornata  | 1 | 2 | 3 | 4 | 5 | 6 | 7 | 8 | 9 | 10 | 11 | 12 | 13 | 14 | 15 | 16 | 17 | 18 | 19 | 20 | 21 | 22 | 23 | 24 | 25 | 26 | 27 | 28 | 29 | 30 | 31 | 32 | 33 | 34 |
| --------- | - | - | - | - | - | - | - | - | - | -- | -- | -- | -- | -- | -- | -- | -- | -- | -- | -- | -- | -- | -- | -- | -- | -- | -- | -- | -- | -- | -- | -- | -- | -- |
| Luogo     | C | T | C | T | C | T | C | C | T | C  | T  | C  | T  | C  | T  | C  | T  | T  | C  | T  | C  | T  | C  | T  | T  | C  | T  | C  | T  | C  | T  | C  | T  | C  |
| Risultato | V | N | N | V | V | V | V | V | N | P  | P  | V  | N  | P  | N  | N  | V  | V  | V  | N  | V  | N  | P  | V  | V  | V  | V  | P  | P  | N  | P  | V  | P  | V  |
| Posizione | 8 | 6 | 9 | 7 | 6 | 4 | 4 | 4 | 4 | 4  | 5  | 4  | 5  | 5  | 5  | 5  | 5  | 5  | 4  | 4  | 4  | 4  | 4  | 4  | 4  | 4  | 4  | 5  | 5  | 5  | 5  | 5  | 5  | 5  |

Legenda:

Luogo: C = Casa; T = Trasferta. Risultato: V = Vittoria; N = Pareggio; P = Sconfitta.

### Statistiche dei giocatori
In corsivo i giocatori che hanno lasciato la squadra a stagione già iniziata.
| Giocatore        | Bundesliga | Bundesliga | Bundesliga  | Bundesliga | Coppa di Germania | Coppa di Germania | Coppa di Germania | Coppa di Germania | Champions League | Champions League | Champions League | Champions League | Totale   | Totale | Totale      | Totale     |
| Giocatore        | Presenze   | Reti       | Ammonizioni | Espulsioni | Presenze          | Reti              | Ammonizioni       | Espulsioni        | Presenze         | Reti             | Ammonizioni      | Espulsioni       | Presenze | Reti   | Ammonizioni | Espulsioni |
| ---------------- | ---------- | ---------- | ----------- | ---------- | ----------------- | ----------------- | ----------------- | ----------------- | ---------------- | ---------------- | ---------------- | ---------------- | -------- | ------ | ----------- | ---------- |
| K. Adeyemi       | 21         | 3          | 5           | 1          | -                 | -                 | -                 | -                 | 12               | 2                | 0                | 0                | 33       | 5      | 5           | 1          |
| S. Bamba         | 2          | 0          | 0           | 0          | 0                 | 0                 | 0                 | 0                 | 0                | 0                | 0                | 0                | 2        | 0      | 0           | 0          |
| R. Bensebaini    | 17         | 0          | 4           | 1          | 2                 | 0                 | 0                 | 0                 | 5                | 0                | 0                | 0                | 24       | 0      | 4           | 1          |
| H. Blank         | 1          | 0          | 0           | 0          | -                 | -                 | -                 | -                 | -                | -                | -                | -                | 1        | 0      | 0           | 0          |
| J. Brandt        | 32         | 7          | 2           | 0          | 2                 | 1                 | 0                 | 0                 | 12               | 2                | 0                | 0                | 46       | 10     | 2           | 0          |
| J. Bynoe-Gittens | 25         | 1          | 1           | 0          | 1                 | 0                 | 0                 | 0                 | 7                | 1                | 0                | 0                | 33       | 2      | 1           | 0          |
| E. Can           | 25         | 2          | 5           | 0          | 1                 | 0                 | 1                 | 0                 | 11               | 0                | 3                | 0                | 37       | 2      | 9           | 0          |
| J. Duranville    | 2          | 0          | 0           | 0          | -                 | -                 | -                 | -                 | 0                | 0                | 0                | 0                | 2        | 0      | 0           | 0          |
| N. Füllkrug      | 29         | 12         | 1           | 0          | 1                 | 0                 | 0                 | 0                 | 13               | 3                | 0                | 0                | 43       | 15     | 1           | 0          |
| S. Haller        | 14         | 0          | 2           | 0          | 1                 | 2                 | 0                 | 0                 | 4                | 1                | 0                | 0                | 19       | 3      | 2           | 0          |
| T. Hazard        | 1          | 0          | 0           | 0          | 0                 | 0                 | 0                 | 0                 | 0                | 0                | 0                | 0                | 1        | 0      | 0           | 0          |
| M. Hummels       | 25         | 3          | 4           | 1          | 1                 | 0                 | 0                 | 0                 | 13               | 1                | 4                | 0                | 39       | 4      | 8           | 1          |
| G. Kobel         | 27         | -35        | 1           | 0          | 2                 | -1                | 0                 | 0                 | 12               | -10              | 0                | 0                | 41       | -46    | 1           | 0          |
| I. Maatsen       | 16         | 2          | 5           | 0          | 0                 | 0                 | 0                 | 0                 | 7                | 1                | 3                | 0                | 23       | 3      | 8           | 0          |
| D. Malen         | 27         | 13         | 5           | 0          | 2                 | 1                 | 0                 | 0                 | 8                | 1                | 0                | 0                | 37       | 15     | 5           | 0          |
| T. Meunier       | 8          | 0          | 1           | 0          | 0                 | 0                 | 0                 | 0                 | 0                | 0                | 0                | 0                | 8        | 0      | 1           | 0          |
| A. Meyer         | 8          | -9         | 0           | 0          | 0                 | -0                | 0                 | 0                 | 1                | -1               | 0                | 0                | 9        | -10    | 0           | 0          |
| M. Morey         | 3          | 0          | 0           | 0          | -                 | -                 | -                 | -                 | 0                | 0                | 0                | 0                | 3        | 0      | 0           | 0          |
| Y. Moukoko       | 20         | 5          | 1           | 0          | 2                 | 1                 | 0                 | 0                 | 4                | 0                | 0                | 0                | 26       | 6      | 1           | 0          |
| F. Nmecha        | 20         | 1          | 3           | 0          | 1                 | 0                 | 0                 | 0                 | 8                | 1                | 1                | 0                | 29       | 2      | 4           | 0          |
| S. Özcan         | 23         | 0          | 3           | 0          | 1                 | 0                 | 0                 | 0                 | 9                | 0                | 0                | 0                | 33       | 0      | 3           | 0          |
| A. Papadopoulos  | 2          | 0          | 0           | 0          | -                 | -                 | -                 | -                 | -                | -                | -                | -                | 2        | 0      | 0           | 0          |
| O. Pohlmann      | 2          | 0          | 0           | 0          | -                 | -                 | -                 | -                 | -                | -                | -                | -                | 2        | 0      | 0           | 0          |
| M. Reus          | 26         | 6          | 1           | 0          | 2                 | 1                 | 0                 | 0                 | 13               | 2                | 0                | 0                | 41       | 9      | 1           | 0          |
| G. Reyna         | 11         | 0          | 1           | 0          | 1                 | 0                 | 0                 | 0                 | 2                | 0                | 0                | 0                | 14       | 0      | 1           | 0          |
| J. Ryerson       | 21         | 4          | 3           | 0          | 2                 | 0                 | 0                 | 0                 | 10               | 0                | 2                | 0                | 33       | 4      | 5           | 0          |
| M. Sabitzer      | 25         | 4          | 3           | 1          | 2                 | 1                 | 0                 | 0                 | 12               | 2                | 1                | 0                | 39       | 7      | 4           | 1          |
| J. Sancho        | 14         | 2          | 1           | 0          | 0                 | 0                 | 0                 | 0                 | 7                | 1                | 0                | 0                | 21       | 3      | 1           | 0          |
| N. Schlotterbeck | 33         | 2          | 4           | 0          | 2                 | 0                 | 1                 | 0                 | 12               | 0                | 5                | 0                | 47       | 2      | 10          | 0          |
| N. Süle          | 23         | 1          | 0           | 0          | 2                 | 0                 | 0                 | 0                 | 6                | 0                | 1                | 0                | 31       | 1      | 1           | 0          |
| K. Wajten        | 2          | 0          | 0           | 0          | 0                 | 0                 | 0                 | 0                 | 0                | 0                | 0                | 0                | 2        | 0      | 0           | 0          |
| M. Wolf          | 22         | 0          | 1           | 0          | 2                 | 0                 | 0                 | 0                 | 6                | 0                | 1                | 0                | 30       | 0      | 2           | 0          |